# Filmprädikat
Ein Filmprädikat ist die standardisierte Bewertung eines Films durch eine Zensurbehörde oder Filmbewertungsstelle. Filme, die ein Prädikat erhalten, genießen bei der Kinoauswertung steuerliche Vorteile. Die Verleihung von Filmprädikaten ist eine politische Maßnahme zur Anhebung der Qualität der Filmproduktion.

## Filmprädikate in der Weimarer Republik
In der Weimarer Republik gab es zwei Einrichtungen, die sich mit der Prüfung von Filmen beschäftigten. Die Filmprüfstelle führte eine Filmzensur nach polizeilichen Gesichtspunkten durch. Darauf folgte (nur auf Antrag) eine Prüfung nach künstlerischen Gesichtspunkten, die je nach Standort der Produktionsgesellschaft entweder in der Preußischen Bildstelle beim Zentralinstitut für Erziehung und Unterricht in Berlin oder in der Bayerischen Lichtspielstelle in München durchgeführt wurde. Geregelt war diese Prüfung in den Bestimmungen des Reichsrats über die Vergnügungsteuer vom 12. Juni 1926.
Folgende Prädikate konnten verliehen werden:
- künstlerisch
- volksbildend
- Lehrfilm

Das politische Ziel der Filmprädikatisierung bestand darin, das Niveau der Filmproduktion zu erhöhen. Für die Filmproduzenten bestand der Anreiz, sich um ein Prädikat zu bemühen, darin, dass prädikatisierte Filme bei der Kinoauswertung von der Vergnügungsteuer entweder ganz (Prädikat „künstlerisch“) oder teilweise (Prädikat „volksbildend“) befreit waren.

## Filmprädikate zur Zeit des Nationalsozialismus
Am 7. Juni 1933 wurden in einem neuen Vergnügungssteuergesetz die Prädikate „staatspolitisch wertvoll“, „besonders wertvoll“ (nur bei Spielfilmen) und „kulturell wertvoll“ eingeführt.
Mit dem Lichtspielgesetz vom 16. Februar 1934 und den darauf folgenden Durchführungsverordnungen wurde die Filmprädikatisierung neu geregelt. Die Zuständigkeit für die Verleihung von Filmprädikaten wurde auf die Filmprüfstelle übertragen, die bis dahin eine reine Zensurbehörde gewesen war. Die Prüfung erforderte von Seiten der Produktionsgesellschaften keinen gesonderten Antrag, sondern war Teil des normalen Zensurverfahrens.
Als Prädikate wurden die von 1926 und 1933 übernommen:
- staatspolitisch wertvoll
- besonders wertvoll (nur bei Spielfilmen)
- künstlerisch
- kulturell wertvoll
- volksbildend
- Lehrfilm

Das Spitzenprädikat „besonders wertvoll“ bewirkte als einziges Filmprädikat eine gänzliche Befreiung von der Vergnügungsteuer. Das Prädikat „staatspolitisch wertvoll“ war für amtliche und parteiamtliche Propagandafilme vorgesehen, d. h. für Filme, die vom Reichsministerium für Volksaufklärung und Propaganda oder von der Reichsleitung der NSDAP hergestellt worden sind. Als „volksbildend“ wurden Filme bewertet, die „in einwandfreier Weise“ das Wissen der Zuschauer zu bereichern versprachen. All diese Prädikate bewirkten eine Verminderung der Vergnügungsteuer. Als „Lehrfilme“ wurden solche Filme eingestuft, die für den Einsatz im Unterricht geeignet schienen. Die Prüfung von Filmen auf ihre Eignung zur Verwendung im Unterricht brachte steuertechnisch keinerlei Vergünstigungen und erfolgte nur auf Antrag.
Bereits am 5. November 1934 wurde die Prädikatisierung durch eine weitere Durchführungsverordnung neu geregelt. Nun konnte „staatspolitisch und künstlerisch besonders wertvoll“ als neues Prädikat verliehen werden (außerdem wurde „künstlerisch“ zu „künstlerisch wertvoll“ und „besonders wertvoll“ wurde abgeschafft).
Das Prädikat „staatspolitisch und künstlerisch besonders wertvoll“ wurde nur bei Filmen erteilt, die nach Meinung des Prüfers nationalsozialistisches Gedankengut in künstlerisch vollendeter Form verkörperten. Das Prädikat „künstlerisch wertvoll“ war solchen Filmen vorbehalten, deren ästhetische Qualität über bloße schauspielerische Leistungen herausragte. Das Prädikat „kulturell wertvoll“ sollte einen „Kulturwert für das Erleben deutscher Volksgenossen“ markieren. Mit dem „Anschluss“ Österreichs im Jahr 1938 und der umgehend erfolgten Eingliederung österreichischer Filmorganisationen wurde die nationalsozialistische Filmprädikatisierung auch in der nunmehrigen „Ostmark“ geltend.
Am 21. November 1938 wurde das Prädikat „jugendwert“ eingeführt und ab dem 1. April 1939 gab es die neuen Prädikate „staatspolitisch besonders wertvoll“, „künstlerisch besonders wertvoll“ und „volkstümlich wertvoll“.
Mit dem Prädikat „künstlerisch besonders wertvoll“ sollte die Möglichkeit geschaffen werden, auch solchen Filmen eine Höchstauszeichnung – und Steuerfreiheit – zu verleihen, die künstlerisch hervorragend gelungen waren, aber keinen ausgesprochen staatspolitischen Inhalt hatten. Das Prädikat „volkstümlich wertvoll“ erhielten Filme, die wegen ihres volks- und zeitnahen Inhalts und ihrer lebendigen Gestaltung besonders fördernswert erschienen. Das Prädikat „jugendwert“ sollte Filme auszeichnen, die für den Einsatz in Filmveranstaltungen der Reichsjugendführung besonders geeignet schienen; steuerliche Vorteile bewirkte dieses Prädikat nicht (siehe dazu auch den Artikel Jugendfilm).
Über die Regelung des Lichtspielgesetzes hinaus ging die Verleihung des Sonderprädikats „Film der Nation“, das ab 1941 vom Reichsminister für Volksaufklärung und Propaganda, Joseph Goebbels, zusammen mit dem Ehrenring des deutschen Films verliehen wurde.
Ein letztes Mal wurde die Zahl der Prädikate mit einer Durchführungsverordnung vom 1. September 1942 erweitert, diesmal um das Prädikat „anerkennenswert“. Dieses Prädikat wurde geschaffen, weil der bisherige Prädikatenkatalog offenbar nicht ausreichte, um alle Filme auszuzeichnen, die man auszuzeichnen wünschte. Das betraf vor allem besonders gelungene Unterhaltungsfilme, die einerseits weder einen hohen künstlerischen Anspruch noch eine politische Botschaft hatten, bei denen andererseits jedoch auch das Prädikat „volkstümlich wertvoll“ nicht gepasst hätte.
Ca. 30 % aller in der Zeit des Nationalsozialismus fertiggestellten Filme erhielten ein Prädikat.

## Filmprädikate in der Bundesrepublik Deutschland

FBW-Siegel

Nach Kriegsende wurden ab 1946 in den späteren Bundesländern landeseigene Filmbewertungsstellen eingerichtet. Am 20. August 1951 trat an deren Stelle die zentrale Filmbewertungsstelle Wiesbaden – seit 2009 Deutsche Film- und Medienbewertung.
Folgende Prädikate werden verliehen:
- „Besonders wertvoll“
- „Wertvoll“

Die Bewertung eines Films durch die Deutsche Film- und Medienbewertung ist freiwillig, jedoch antrags- und gebührenpflichtig. Die unabhängige Jury kann sich dabei auch gegen die Vergabe eines Prädikats entscheiden.
 Filme „besonders wertvoll“ (Auswahl)
- Aimée & Jaguar (Regie: Max Färberböck, 1999)
- Angst isst Seele auf (Shahbaz Noshir, 2002)
- Das Rettungsboot (Alfred Hitchcock, 1944)
- Der Hauptmann von Köpenick (Helmut Käutner, 1956)
- Der Mann, der zuviel wusste (Alfred Hitchcock, 1956)
- Der Untertan (Wolfgang Staudte, 1951)
- Die Blechtrommel (Volker Schlöndorff, 1978)
- Die Brücke (Bernhard Wicki, 1959)
- Die Legende von Paul und Paula (Heiner Carow, 1973)
- Die Mörder sind unter uns (Wolfgang Staudte, 1946)
- Goldrausch (Charles Chaplin, 1924)
- Grieche sucht Griechin (Rolf Thiele, 1966)
- Im Westen nichts Neues (Edward Berger, 2022)
- Schachnovelle (Philipp Stölzl, 2021)
- Supermarkt (Roland Klick, 1973)

## Filmprädikate in Österreich
1962 wurde die „Gemeinsame Filmprädikatisierungskommission österreichischer Bundesländer“ (GFPK) gegründet. Diese ist Teil des Fachverbandes der Film- und Musikindustrie und entscheidet, ob in Österreich gezeigte Filme das Prädikat „Besonders wertvoll“, „wertvoll“, „Sehenswert“ oder keines erhalten. Dies ist verbunden mit steuerlichen Ermäßigungen für die solche Filme vorführenden Kinos.